# Lepiksaare
Lepiksaare est un village de 19 habitants (2010) de la commune d'Avinurme du comté de Viru-Est en Estonie. 